# Spadochronowe Mistrzostwa Śląska 2008
Spadochronowe Mistrzostwa Śląska 2008 – odbyły się 14–15 czerwca 2008 na lotnisku Gliwice. Gospodarzem Mistrzostw był Aeroklub Gliwicki, a organizatorem Sekcja Spadochronowa Aeroklubu Gliwickiego. Patronat nad Mistrzostwami sprawował VII Oddział Związku Polskich Spadochroniarzy w Katowicach. Do dyspozycji skoczków był samolot An-2P SP-AOI. Skoki wykonywano z wysokości 1000 m i opóźnieniem 0–5 sekund. Wykonano 108 skoków w tym 9 wylotów An-2. Spadochronowym Mistrzom Śląska 2008 nagrody wręczał i składał gratulacje Prezes VII Oddziału ZPS w Katowicach Marian Brytan.

## Rozegrane kategorie
Mistrzostwa rozegrano w trzech kategoriach celności lądowania:
- Indywidualnie spadochronów klasycznych, 5 skoków
- Indywidualnie spadochronów szybkich, 3 skoki
- Indywidualnie spadochronów szkolnych, 2 skoki.

## Kierownictwo Mistrzostw
- Sędzia Główny: Ryszard Koczorowski
- Kierownik Sportowy: Jan Isielenis.

Źródło:

## Medaliści
Medalistów Spadochronowych Mistrzostw Śląska 2008 podano za: Jan Isielenis, Archiwum Sekcji Spadochronowej Aeroklubu Gliwickiego, 2008. Brak numerów stron w książce
| Konkurencja                         | Złoto            | Srebro          | Brąz            |
| Indywidualnie spadochrony klasyczne | Jan Isielenis    | Danuta Polewska | Krzysztof Gołda |
| Indywidualnie spadochrony szybkie   | Robert Jabłoński | Mariusz Bieniek | Ziemowit Nowak  |
| Indywidualnie spadochrony szkolne   | Zenon Badeński   | Krzysztof Wilk  | Mateusz Kulesza |

## Wyniki
Wyniki Spadochronowych Mistrzostw Śląska 2008 podano za: Jan Isielenis, Archiwum Sekcji Spadochronowej Aeroklubu Gliwickiego, 2008. Brak numerów stron w książce
W Mistrzostwach brało udział 39 zawodników  Polska.

### Klasyfikacja indywidualna (celność lądowania – spadochronyklasyczne)
| Miejsce | Imię i nazwisko | Nota łączna | Drużyna           |
| 1.      | Jan Isielenis   | 0,31 m      | Aeroklub Gliwicki |
| 2.      | Danuta Polewska | 0,51 m      | Aeroklub Gliwicki |
| 3.      | Krzysztof Gołda | 0,95 m      | Jaworzno          |

### Klasyfikacja indywidualna (celność lądowania – spadochronyszybkie)
| Miejsce | Imię i nazwisko     | Nota łączna | Drużyna           |
| 1.      | Robert Jabłoński    | 0,00 m      | Aeroklub Gliwicki |
| 2.      | Mariusz Bieniek     | 12,00 m     | Aeroklub Gliwicki |
| 3.      | Ziemowit Nowak      | 16,00 m     | Aeroklub Gliwicki |
| 4.      | Joachim Hatko       | 24,00 m     | Aeroklub Gliwicki |
| 5.      | Mirosław Zakrzewski | 27,00 m     | Aeroklub Gliwicki |
| 6.      | Zbigniew Izbicki    | 39,00 m     | Aeroklub Gliwicki |
| 7.      | Piotr Kowal         | 50,00 m     | Aeroklub Gliwicki |
| 7.      | Tomasz Kurczyna     | 50,00 m     | Aeroklub Gliwicki |
| 9.      | Tomasz Laskowski    | 52,00 m     | Aeroklub Gliwicki |
| 10.     | Piotr Budzyna       | 53,00 m     | Aeroklub Gliwicki |
| 11.     | Bartłomiej Ryś      | 60,00 m     | Aeroklub Gliwicki |
| 12.     | Monika Locińska     | 90,00 m     | Aeroklub Gliwicki |
| 13.     | Zuzanna Maleska     | 90,00 m     | Aeroklub Gliwicki |

### Klasyfikacja indywidualna (celność lądowania – spadochronyszkolne)
| Miejsce | Imię i nazwisko     | Nota łączna | Drużyna           |
| 1.      | Zenon Badeński      | 9,00 m      | Aeroklub Gliwicki |
| 2.      | Krzysztof Wilk      | 18,00 m     | Aeroklub Gliwicki |
| 3.      | Mateusz Kulesza     | 22,00 m     | Aeroklub Gliwicki |
| 4.      | Bartłomiej Bartosik | 27,00 m     | Aeroklub Gliwicki |
| 5.      | Piotr Rożek         | 29,00 m     | Aeroklub Gliwicki |
| 6.      | Robert Klim         | 31,00 m     | Aeroklub Gliwicki |
| 7.      | Sylwester Kmiecik   | 46,00 m     | Aeroklub Gliwicki |
| 8.      | Tomasz Pulut        | 50,00 m     | Aeroklub Gliwicki |
| 9.      | Przemysław Urycz    | 52,00 m     | Aeroklub Gliwicki |
| 10.     | Dominik Grajner     | 53,00 m     | Aeroklub Gliwicki |
| 11.     | Katarzyna Zielińska | 61,00 m     | Aeroklub Gliwicki |
| 12.     | A. Pawłowska–Deali  | 64,00 m     | Aeroklub Gliwicki |
| 13.     | Michał Steuer       | 70,00 m     | Aeroklub Gliwicki |
| 14.     | Sebastian Machowski | 77,00 m     | Aeroklub Gliwicki |
| 15.     | Damian Machaj       | 95,00 m     | Aeroklub Gliwicki |
| 16.     | Bartłomiej Rereski  | 100,00 m    | Aeroklub Gliwicki |
| 16.     | Jakub Bartoszek     | 100,00 m    | Aeroklub Gliwicki |
| 16.     | Tomasz Kociarz      | 100,00 m    | Aeroklub Gliwicki |
| 16.     | Szymon Marcinków    | 100,00 m    | Aeroklub Gliwicki |
| 16.     | Bartosz Mekier      | 100,00 m    | Aeroklub Gliwicki |
| 16.     | Daniel Sojka        | 100,00 m    | Aeroklub Gliwicki |
| 16.     | Rafał Świderski     | 100,00 m    | Aeroklub Gliwicki |